# Günther Leimstoll
Günther Leimstoll (* 29. April 1922 in Berlin; † 19. Juni 2000 in Stuttgart) war ein deutscher Bandleader, Gitarrist, Komponist und Arrangeur.

## Leben
Nach dem Krieg hatte Leimstoll erste Auftritte in verschiedenen Clubs und Lokalen, unter anderem im amerikanischen Offiziersclub in Stuttgart. 1951 wurde er von Erwin Lehn, dem damaligen Chef des Südfunk-Tanzorchesters, als Gitarrist verpflichtet. Nach Verkleinerung der Band Lehns gründete Leimstoll sein eigenes Ensemble mit wechselnder Zusammensetzung und Bezeichnung (Günther Leimstoll Combo, Günther-Leimstoll-Ensemble, Günther Leimstoll & seine Solisten, Günther Leimstoll und sein Tanzorchester, Günther Leimstoll & seine Stuttgarter Volksmusikanten), das bei zahlreichen Veranstaltungen des SDR und anderen Anlässen auftrat und mehrere Tonträger veröffentlichte. In den 1960er und 1970er Jahren arbeitete er auch für die Film- und Werbeindustrie.
Leimstoll starb im Juni 2000 in Stuttgart und fand seine letzte Ruhestätte auf dem Ostfilderfriedhof in Stuttgart-Sillenbuch.

## Diskographie
- I love Paris | Dixie's Rag (Günther Leimstoll und sein Tanzorchester; Universum)
- Gute Nacht, mein Liebling | Glocken von Dijon (Eva May & das Orchester Günther Leimstoll, Ariola)
- Musik zum Tanz (LP, Günther Leimstoll & seine Solisten, Opera Records)